# Заборово (Бродницький повіт)
Заборово (пол. Zaborowo, нім. Waldzabern) — село в Польщі, у гміні Ґужно Бродницького повіту Куявсько-Поморського воєводства.
Населення — 442 особи (2011).
У 1975-1998 роках село належало до Торунського воєводства.

## Демографія
Демографічна структура станом на 31 березня 2011 року:
|          | Загалом | Допрацездатний вік | Працездатний вік | Постпрацездатний вік |
| -------- | ------- | ------------------ | ---------------- | -------------------- |
| Чоловіки | 220     | 58                 | 136              | 26                   |
| Жінки    | 222     | 44                 | 131              | 47                   |
| Разом    | 442     | 102                | 267              | 73                   |